# アゼルバイジャン・タワー
アゼルバイジャン・タワー (英: The Azerbaijan Tower) は、アゼルバイジャン共和国のバクーに建設が構想されている超高層ビル（ハイパービルディング）である。

## 概要
完成すると1,050mの高さとなり、ジッダに建設中のキングダムタワーよりも50メートル高くなる予定である。カスピ海上に累計1000億ドルを投じて建設される41個・3000ヘクタールの人工島からなるカザール諸島の中心地に建設され、その費用は約20億ドルと見積もられている。
計画によれば、当タワーを含む人工島全体で100万軒の住宅、150校の学校、50ヶ所の病院及び保育施設を備える大都市となり、他にも多数の公園、ショッピングモール、文化施設、大学そして2016年からバクーの市街地で開催されているF1グランプリが開催可能なサーキットの建設も予定されている。また島同士の連絡のため150基の橋と本島に建設される市営空港によって島内外への交通手段を確保している。以上の施設は全てマグニチュード9.0程度の地震に耐えきれるように設計されている。
当プロジェクトの中心人物であるイブラヒム・イブラヒモフは、「すでにこの計画は"新しいヴェネツィア"という言葉で、アメリカ、トルコ、アラブ、中国などの投資家の関心を持たれている」と語っている。
当初、建設は2015年から始まり2019年までの完成が予定されていたが、現在では計画の遅れにより完成は2020年から2025年までずれ込む見通しである。また一部の専門家は現在の状況では2030年代までは完成しないだろうとしている。